# Claude-Henry Forney
Claude-Henry Forney, né le 15 juin 1926 et mort le 26 mars 1996, est un enseignant et conservateur de musée vaudois.

## Biographie
Claude-Henry Forney est le fondateur et conservateur du musée suisse de l'appareil photographique à Vevey. En 1971, Vevey accueille une grande exposition rétrospective de l'histoire de la photographie autour de la célèbre collection de Michel Auer, organisée dans le cadre de l'inauguration du Centre Doret, siège de l'école de photo et organisée par Claude-Henry Forney.
Le succès de cette exposition donne l'idée de créer le Musée suisse de l'appareil photographique qui est ouvert au public en 1979 dans un appartement sis à Grande Place 5 et déménage en 1989 dans un bâtiment du XVIIIe siècle situé à la Ruelle des Anciens-Fossés, restauré par l'architecte H. Fovanna et aménagé par S. Tcherdyne, décorateur. 

## Sources
- « Claude-Henry Forney », sur la base de données des personnalités vaudoises sur la plateforme « Patrinum » de la Bibliothèque cantonale et universitaire de Lausanne.
- 24Heures, 1991/01/11
- Philippe Bendel, Une heure avec... entretiens avec quelques personnalités, articles parus dans le quotidien lausannois "NRL" 1985-1987
- http://www.donau-uni.ac.at/imperia/md/content/studium/kultur/zbw/eshph/symposien/seiten_502-519_eshph_chronology_aus_jubilee_lowres_250709.pdf